# 隐胆虫科
隐胆虫科（学名：Cryptochilidae）是咽膜目下的一个科。

## 下属分类
本科包括以下属：
- Biggaria Aescht, 2001
- Cryptochilium
- 隐胆虫属 Cryptochilum Maupas, 1883
- Tanystomium Berger, 1964